# XXI Klavier
XXI Klavier es un audiolibro de la banda de metal industrial alemana Rammstein lanzado el 18 de diciembre de 2015 como  parte de su aniversario 21. Este material contiene un CD con algunas canciones de la banda reversionados a sólo con piano más un libro donde están escritos las partituras de éstas.

## Lista de canciones
1. Frühling in Paris (Primavera en París)
2. Feuer und Wasser (Fuego y agua)
3. Nebel (Niebla)
4. Sonne (Sol)
5. Klavier (Piano)
6. Wilder Wein (Vino salvaje)
7. Ohne dich (Sin ti)
8. Ein Lied (Una canción)
9. Roter Sand (Arena roja)
10. Engel (Ángel)
11. Seemann (Marinero)
12. Donaukinder (Niños del Danubio)
13. Mein Herz Brennt (Mi corazón arde)

- Datos: Q30903111